# Gogericht auf dem Desum

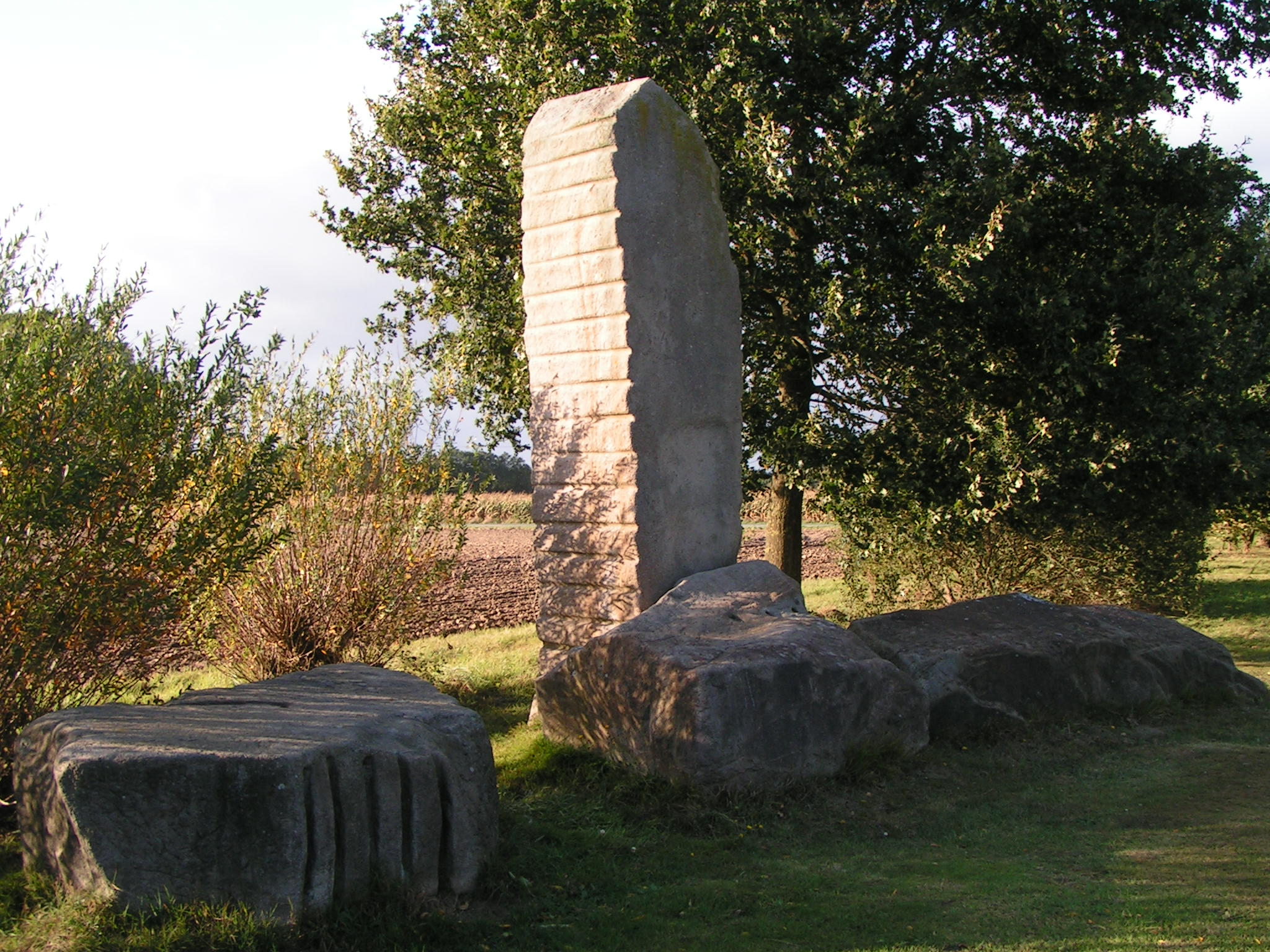
Gogerichtsstätte auf dem Desum

Das Gogericht auf dem Desum war eine Gerichtsstätte auf dem Desum, einer Anhöhe bei Emstek im Oldenburger Münsterland. Belegt ist das Gogericht an dieser Stelle vom 14. bis 17. Jahrhundert, möglicherweise liegen seine Wurzeln in der Zeit der Sachsen, zu der noch Thingversammlungen abgehalten wurden.

## Lage
Das Gogericht liegt südlich von Emstek, in einem Waldstück nahe der B 72. Zur Zeit des Gerichts führten dort mehrere wichtige Wege entlang; von besonderer Bedeutung war damals der Herzog-Erich-Weg, als Teil eines Handelswegs, der von der Lüneburger Heide über die Weser in die Niederlande führte.

## Geschichte
Ursprünglich haben auf dem Desum wahrscheinlich Thingveranstaltungen des gesamten Lerigaus stattgefunden. Das Gogericht wurde erstmals am 25. Jan. 1322 urkundlich erwähnt, als das Gericht für das Bischöflich Münstersche Amt Vechta erworben wurde. Das Gericht war damals für die sechs Pfarreien Lutten, Langförden, Cappeln, Krapendorf-Kloppenburg, Friesoythe und Molbergen zuständig.( Ursprünglich aber auch die Pfarreien Visbek, Emstek, Wildeshausen, Huntlosen und Großenkneten sowie Oythe, Goldenstedt und Twistringen)
Im Jahr 1652 soll das Gogericht nach Vechta verlegt worden sein und nicht mehr auf dem Desum getagt haben. Im Jahre 1803 endete die Herrschaft des Bistums Münster durch den Reichsdeputationshauptschluss. Da die Kreise Vechta und Cloppenburg an das Herzogtum Oldenburg fielen, wurde das Gogericht durch die Gerichte dieses Landes ersetzt.
1905 wurde der erste Gedenkstein zur Erinnerung an dieses vom Oldenburger Verein für Altertumskunde und Landesgeschichte errichtet. Heute kümmern sich zwei Heimatvereine um die Erhaltung des Gerichts.

## Die Plätze

### An dem Herzog-Erich-Weg
Auf freier Flur ist ein Platz zum Verweilen eingerichtet worden.

### Im Waldstück südlich der B 72
Im Waldstück wurde die Gerichtsstätte sinngemäß wieder aufgebaut. Dort sind von den ehemals dort vertretenen Gemeinden Gedenksteine aufgerichtet worden. An dem Ort werden in Schauspielen fiktive Fälle verhandelt.

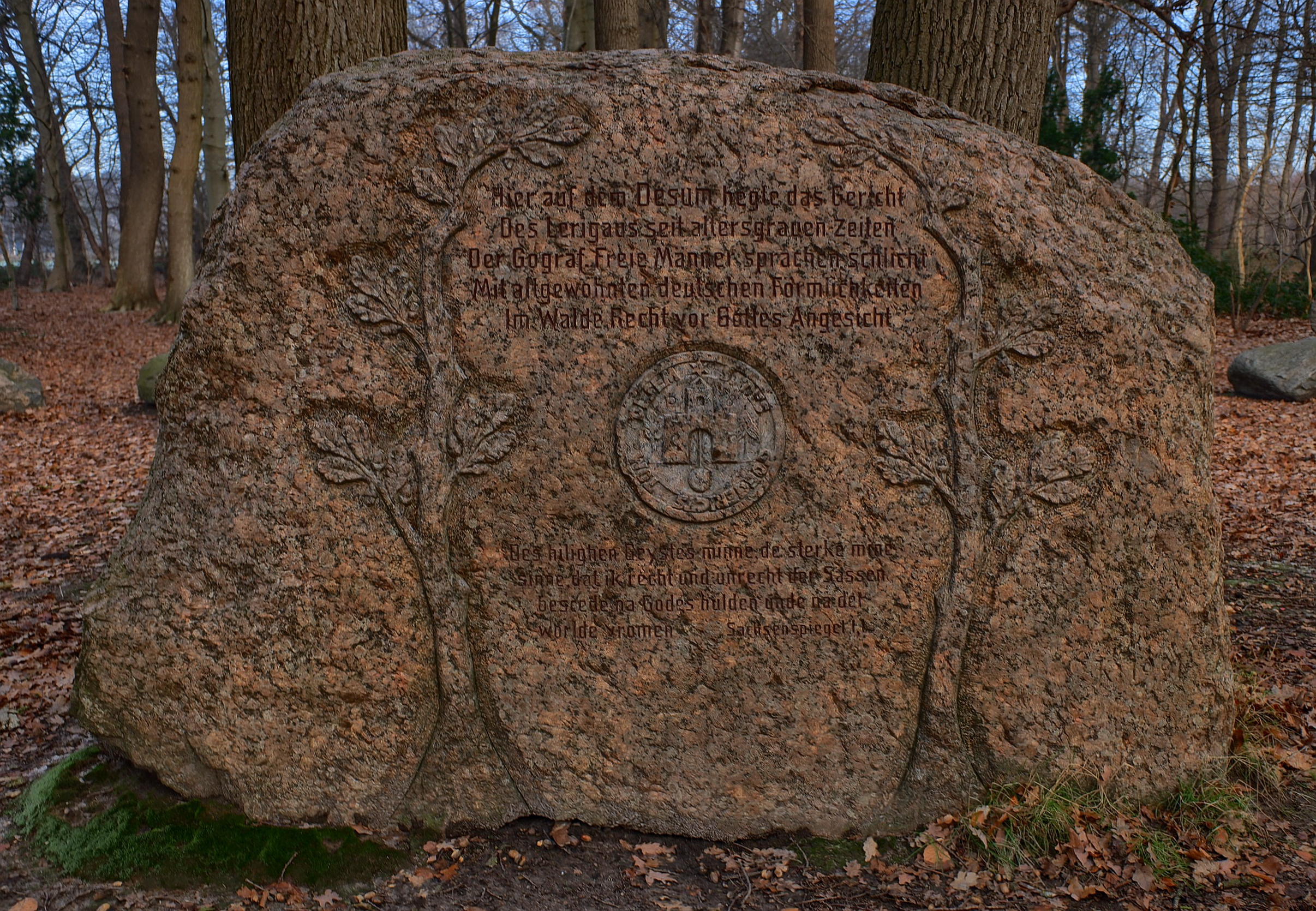
Gogericht Desum
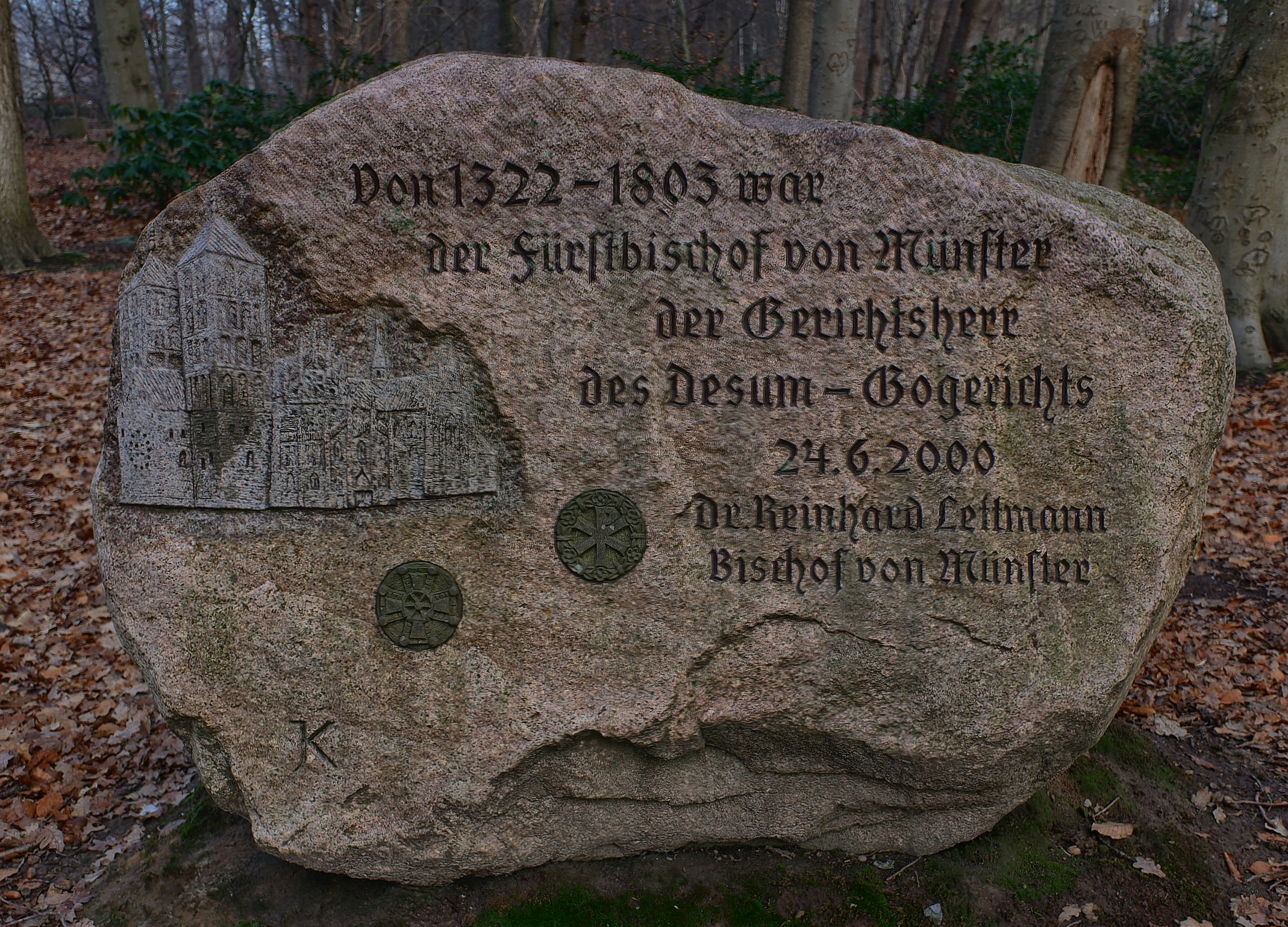
Gogericht Gerichtsherr
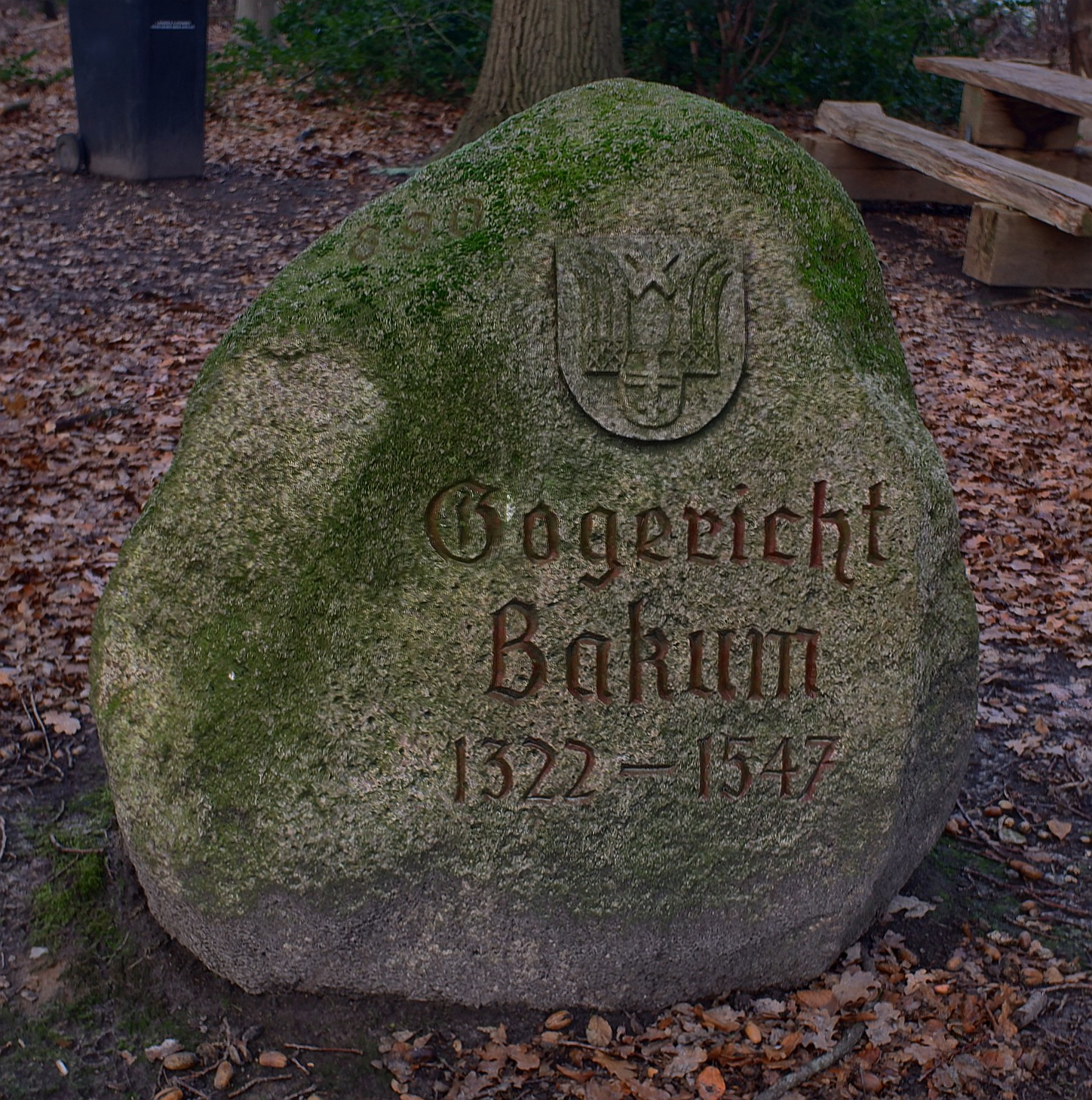
Gogericht Bakum
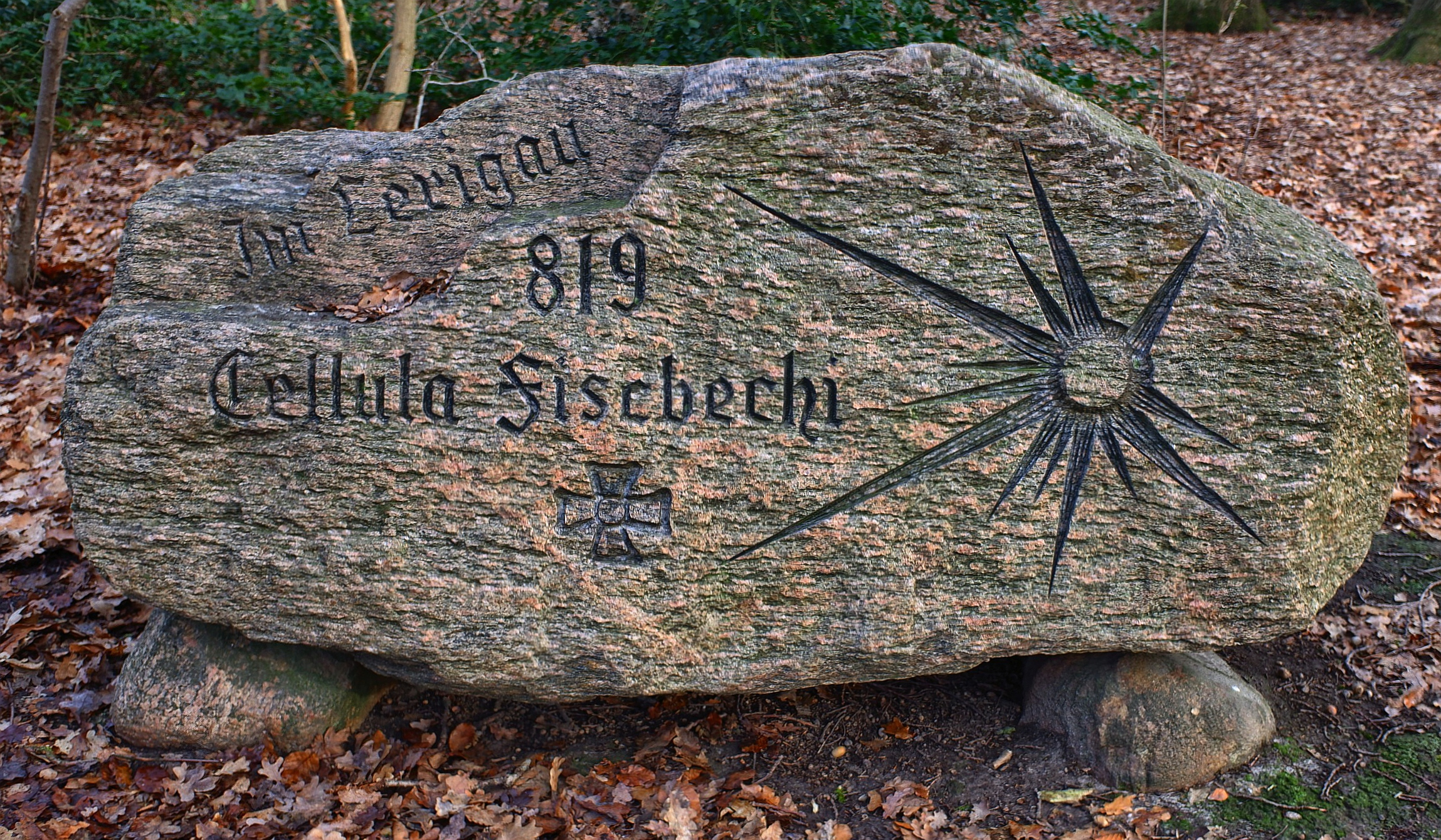
Gogericht Fiscbechi
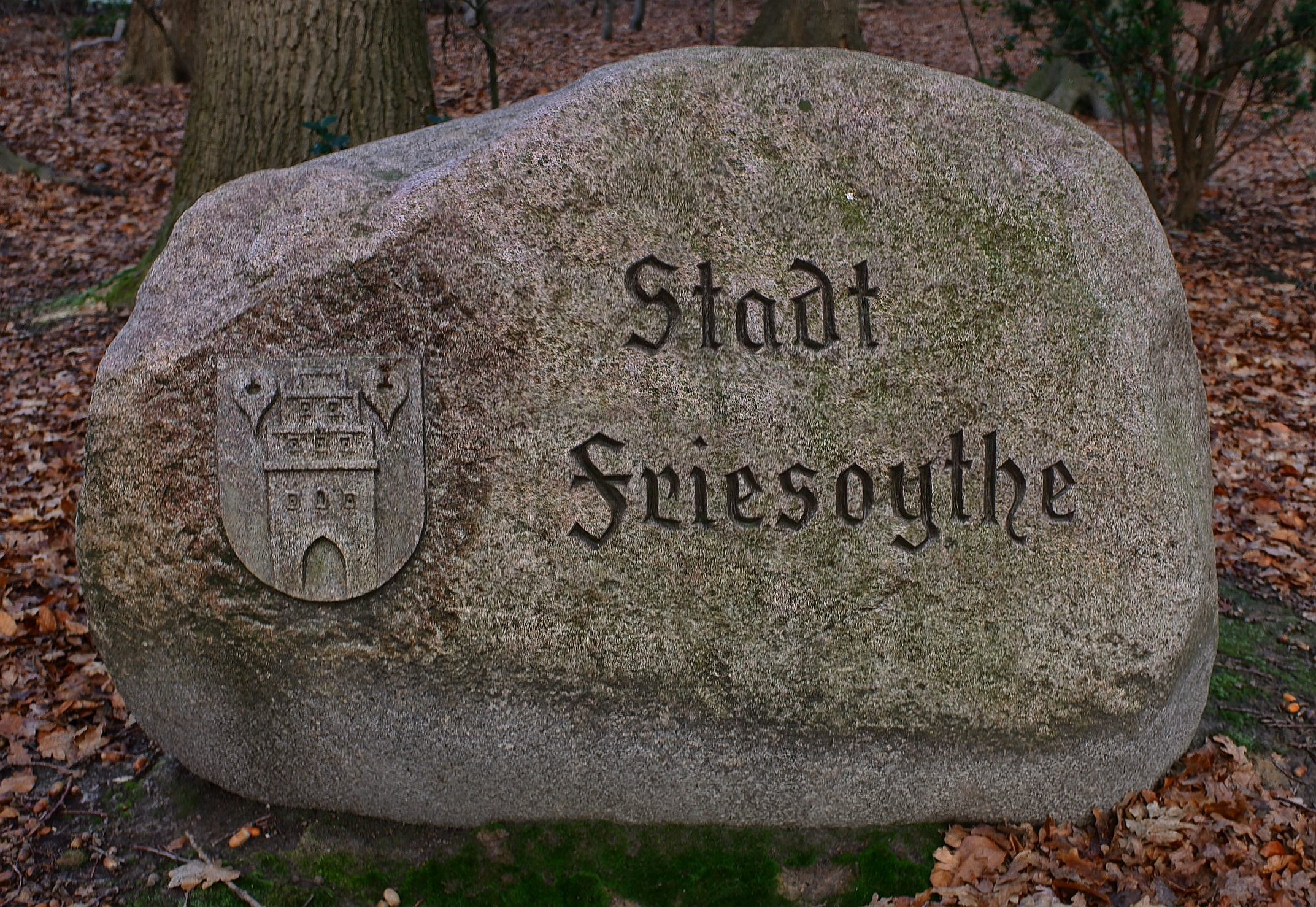
Gogericht Friesoythe
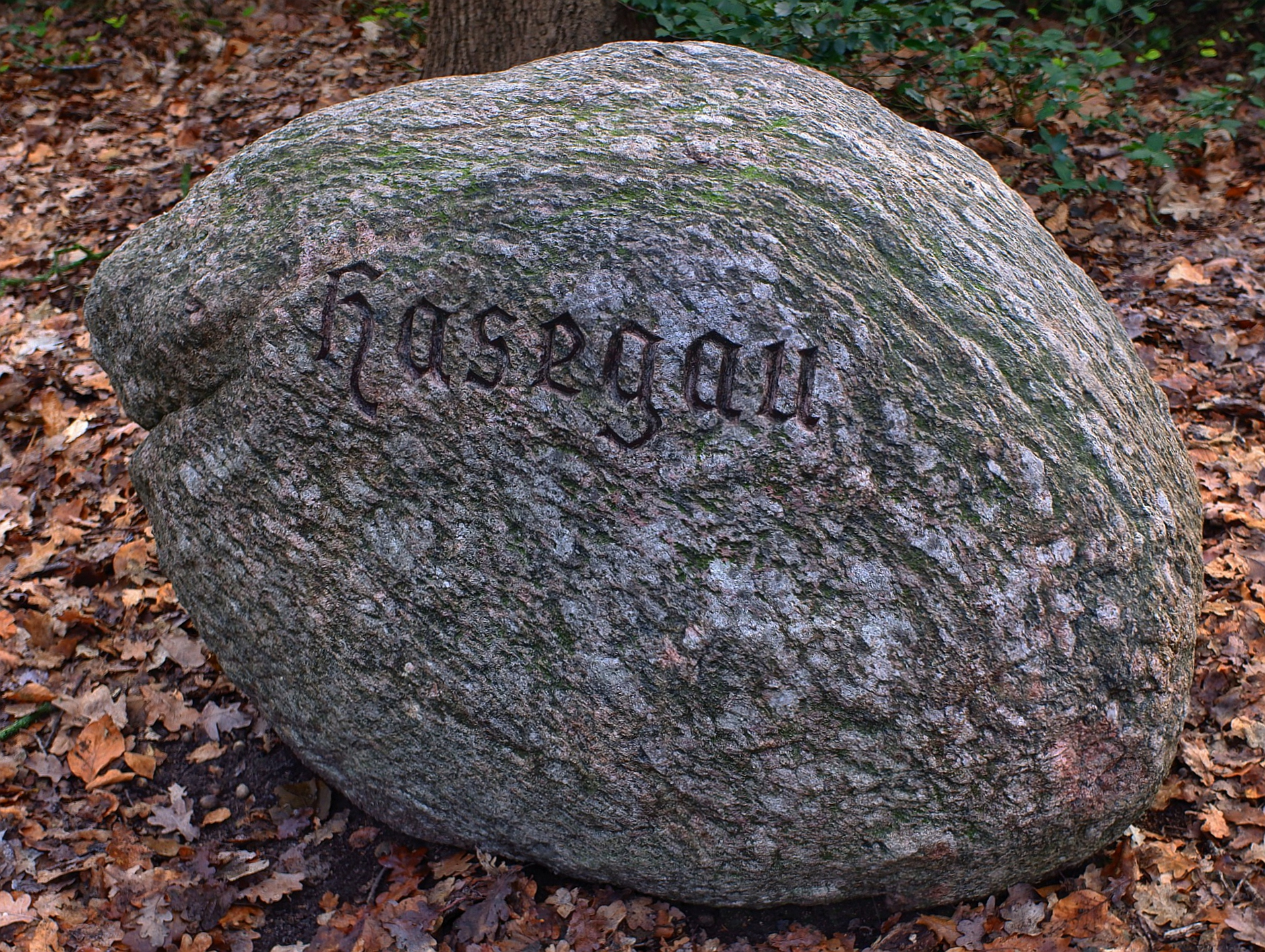
Gogericht Hasegau
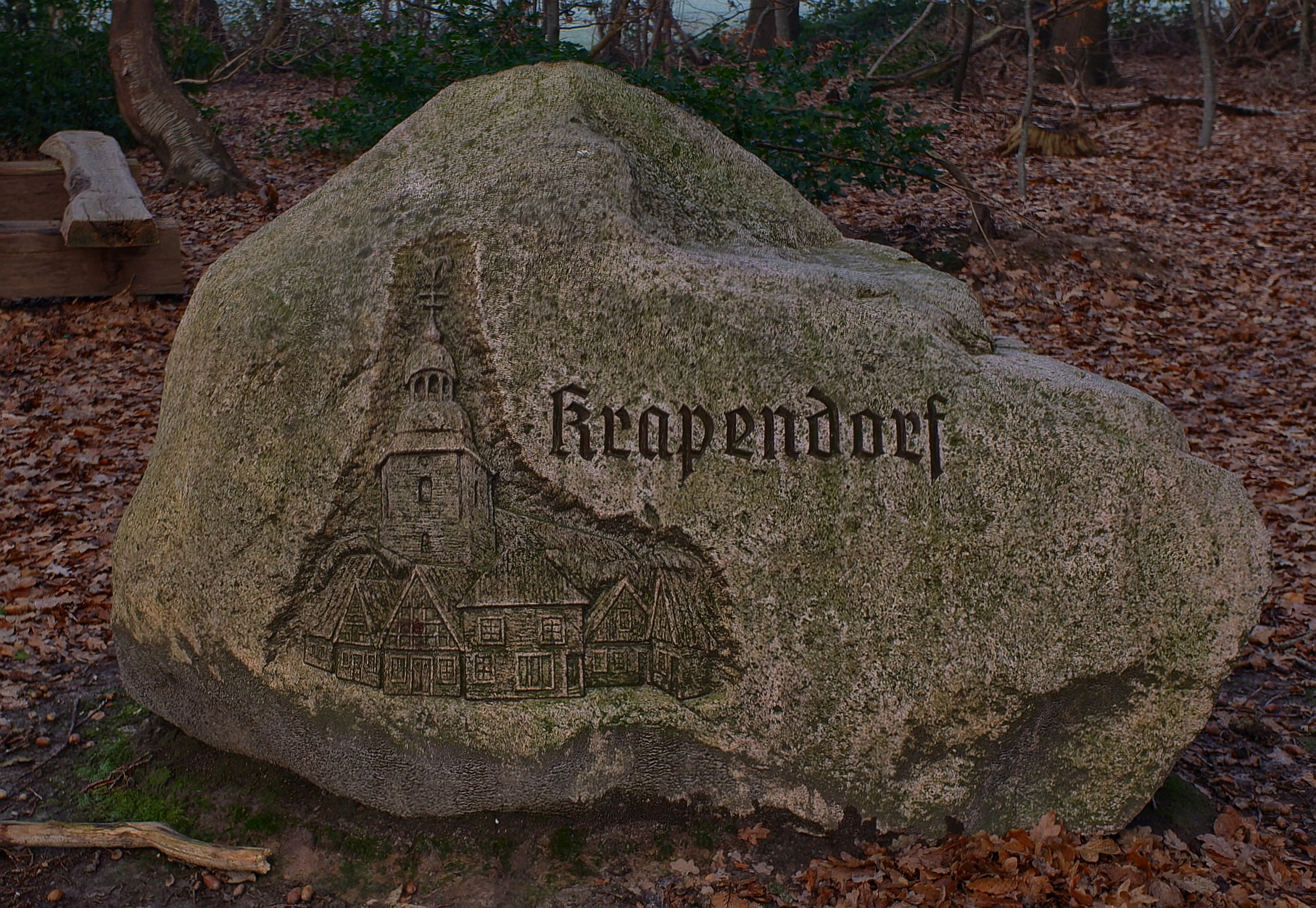
Gogericht Krapendorf
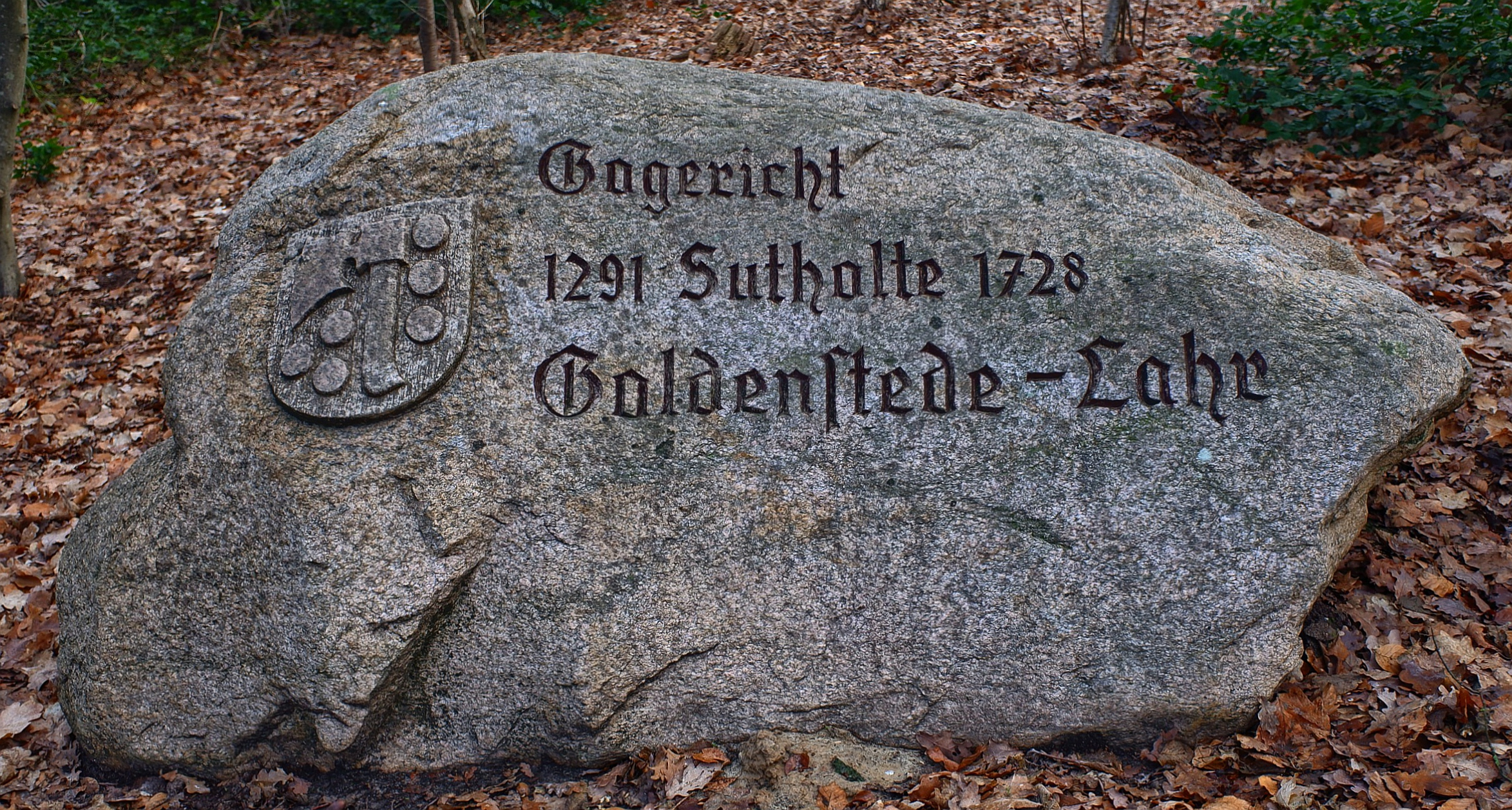
Gogericht Sutholte
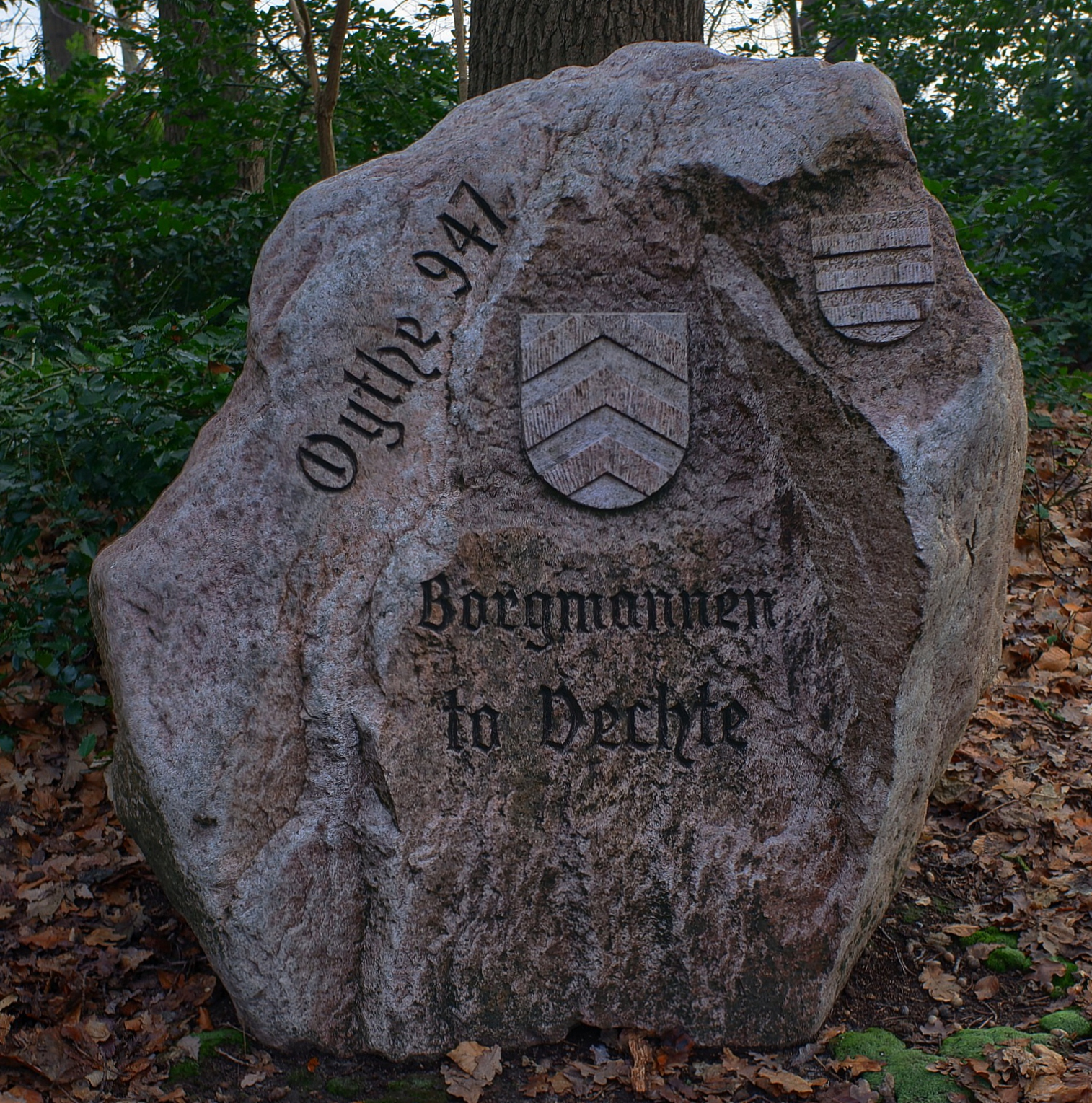
Gogericht Vechte
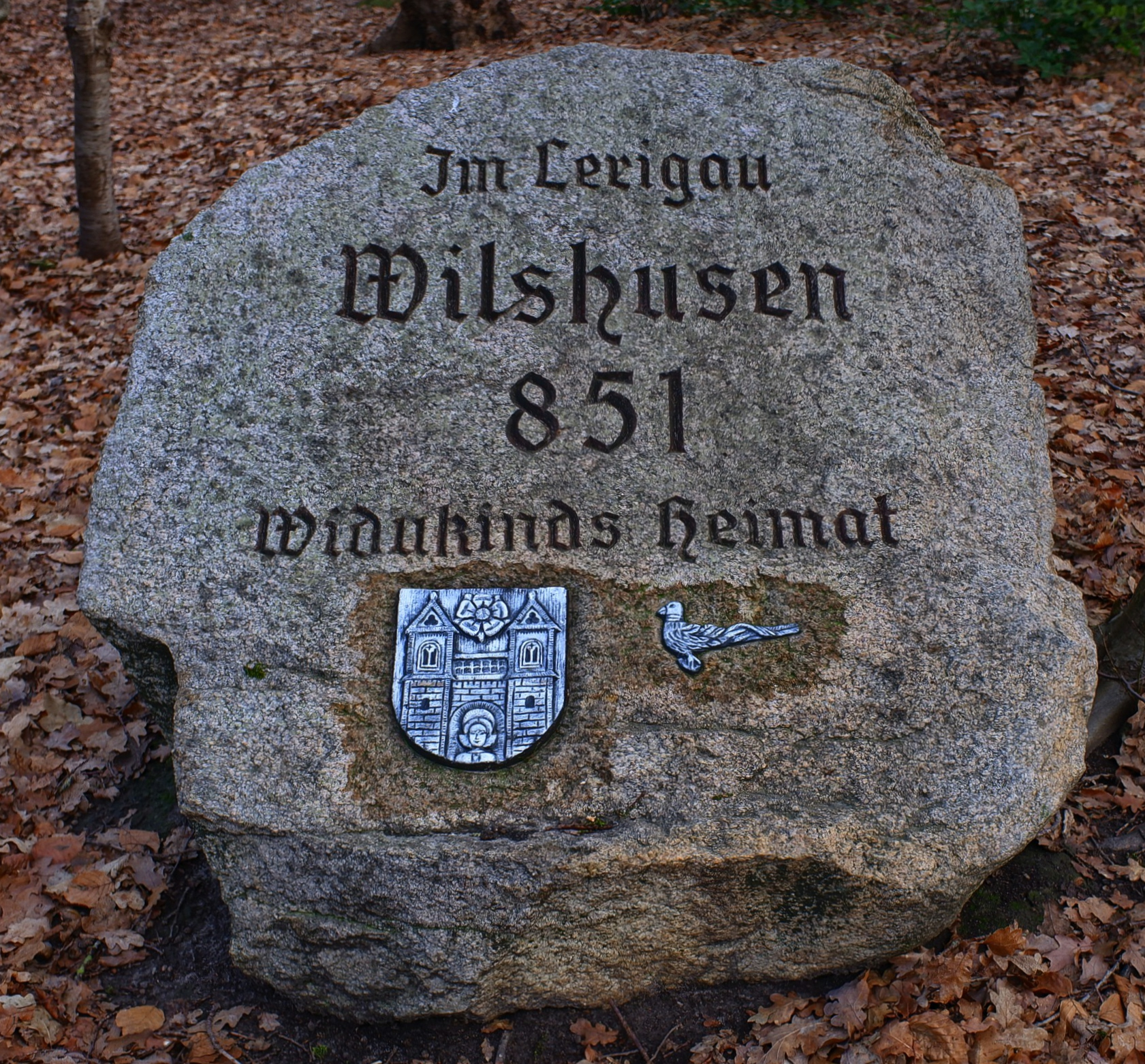
Gogericht Wilshusen